# Quận của tỉnh Corse-du-Sud
2 quận của tỉnh Corse-du-Sud gồm:
1. Quận Ajaccio, (tỉnh lỵ của tỉnh Corse-du-Sud: Ajaccio) với 14 tổng và 80 xã. Dân số của quận này là 86.487 người năm 1990, 84.921 người năm 1999, tăng trưởng dân số là 1.81%.
2. Quận Sartène, (quận lỵ: Sartène) với 8 tổng và 44 xã. Dân số của quận này là 32.321 người năm 1990, và 33.672 người năm 1999, tăng trưởng dân số là 4.18%.